# Tomoe ga Yuku!
Tomoe ga yuku! (巴がゆく！, Tomoe ga yuku!) est un manga de Yumi Tamura publié entre 1988 et 1990. Il a été adapté en deux OAV parus entre 1991 et 1992.

## Histoire
Après la mort d’une de ses amies dans un accident, Tomoe abandonne son jeu favori consistant à rouler en rollers sur l’autoroute, s’appuyant sur les voitures pour avancer. Déprimée, repliée sur elle-même et ayant perdu toute énergie, elle est recueillie par Kazusa, responsable d’un centre de formation de cascadeurs.
Quelques mois plus tard, sa vie bascule à nouveau. Une camarade de cascade dévoile qu’elle est une policière enquêtant sur le centre qui est en réalité un lieu formant à la guérilla ou les assassinats ciblés. La policière est tuée et Tomoe capturée, mais elle réussit à s’enfuir et va retrouver la prochaine cible de l’organisation, le fils illégitime du directeur d’un grand conglomérat. Bien que leurs caractères soient totalement opposés, tous deux vont petit à petit se lier, pour lutter contre les dangers qui les attendent.

## Personnages
- Ôjima Tomoe (王島巴?) : à 17 ans, elle est connue des services de police pour ses jeux dangereux en rollers sur l’autoroute. Déprimée après la mort d’une amie, elle croit trouver un refuge auprès de Kazusa, avant de devoir à nouveau lutter. Elle est initialement très déçue du caractère non violent de Iori, mais s’attache petit à petit à lui.
- Tôjô Iori (東条伊織?) : fils du patron du grand conglomérat Tôjô, il a 19 ans et a été élevé dans un monastère. D’un caractère très doux, il semble incapable de violence, mais cache sa vraie nature et force.
- Yoshinaka (義仲?) : motard qui aime aller danser dans les discothèques, il aide Tomoe à différentes reprises.
- Himuro Kazusa (氷室上総?) : responsable du centre de cascadeurs, il a invité Tomoe à le rejoindre et l’a prise sous son aile. Gaucher, il fume en permanence des Marlboro. Il aurait été Béret vert, et a tué son père à 12 ans.
- Ôjima Shizuka (王島静?) : sœur ainée de Tomoe, elle est experte en différents arts martiaux. Elle a un caractère frisant la violence, mais est très attachée à sa famille.
- Kai (海?) : compagnon et ami d’enfance de Shizuka. Sa passion est de faire des gâteaux.
- Asutori Kurô (麻鳥九郎?) : camarade de Tomoe dans le centre de formation, il fait partie d’un groupe organisé et s’y est introduit pour retrouver son chef porté disparu. Il aidera Tomoe à de nombreuses reprises.
- Aoyagi Tsukasa (青柳司?) : secrétaire du groupe Tôjô, elle tombe amoureuse de Kazusa, qu’elle sera incapable de tuer. Elle est dévouée au groupe.
- Kyôgoku Tsukiko (京極月子?) : petite-fille d’un riche industriel, elle est d’une grande beauté. Elle cache cependant un caractère très égoïste, ne reculant devant rien pour arriver à ses buts. Elle fera tout pour être fiancée à Iori.
- Shidonî (シドニー?) : adolescent de 15 ans, Américain, il est le garde du corps de Tsukiko, à qui il est très attaché. Détaché auprès de Iori, il tombera sous son charme.
- Kazamaru (風丸?) : chien de Iori, il est d’une intelligence très développée, capable notamment de récupérer une clé de voiture jetée pour aller sauver Tomoe prisonnière du coffre de ce véhicule. Il porte au collier différents objets précieux pour son maître.

## Manga
La publication de cette série débute au Japon dans le magazine Betsucomi en 1987 et s'achève en 1990. La série est éditée par Flower Comics en 8 volumes entre mai 1988 et septembre 1990 puis est rééditée en version "bunko" par Shōgakukan en 5 volumes entre juillet et septembre 1996. La série est inédite en France et en Europe, mais est sortie dans d'autres pays du monde comme en chinois traditionnel chez l'éditeur Daran.

## Adaptation animée
Le manga a été adapté en un OAV en deux parties, la première est parue en octobre 1991 et la seconde en janvier 1992 ; l'OAV est sorti sous les supports Laserdisc et VHS au Japon. Pour accompagner la sortie de l'OAV est paru au Japon en septembre 1991 un CD comprenant la bande originale, appelée Tomoe Ga Yuku! Original Image Soundtrack, chez la maison de disques Victor. Trois illustrations inédites de Yumi Tamura se trouvent dans ce CD, une en pochette, et les deux autres à l'intérieur du livret. Un autre CD, Tomoe Ga Yuku! Original Album, est paru en juillet 1990, avec également un livret illustré par Yumi Tamura, mais il n'a pas de lien avec l'OAV et comporte des chansons inédites effectuées par divers artistes en s'inspirant de l'ambiance du manga, en constituant donc en quelque sorte sa bande-son.

### Liste des tomes
Flower Comics
| no | Japonais       | Japonais      |
| no | Date de sortie | ISBN          |
| -- | -------------- | ------------- |
| 1  | Mai 1988       | 4-09-132811-3 |
| 2  | Septembre 1988 | 4-09-132812-1 |
| 3  | Février 1989   | 4-09-132813-X |
| 4  | Juillet 1989   | 4-09-132814-8 |
| 5  | Décembre 1989  | 4-09-132815-6 |
| 6  | Avril 1990     | 4-09-132816-4 |
| 7  | Juillet 1990   | 4-09-132817-2 |
| 8  | Septembre 1990 | 4-09-132818-0 |

Shōgakukan
| no | Japonais       | Japonais      |
| no | Date de sortie | ISBN          |
| -- | -------------- | ------------- |
| 1  | Juillet 1996   | 4-09-191131-5 |
| 2  | Juillet 1996   | 4-09-191132-3 |
| 3  | Août 1996      | 4-09-191133-1 |
| 4  | Août 1996      | 4-09-191134-X |
| 5  | Septembre 1996 | 4-09-191135-8 |